# Mésangeai imitateur
Perisoreus infaustus
Espèce
Statut de conservation UICN

 LC  : Préoccupation mineure
Répartition géographique
Le Mésangeai imitateur (Perisoreus infaustus) est une espèce d'oiseaux de l'ordre des Passeriformes et de la famille des Corvidae. Plus petit qu'un Geai des chênes, il est gris, avec le dessus de la tête brun et la queue rousse. Il peuple la taïga de la Norvège à l'Extrême-Orient russe.

## Étymologie
Son nom vernaculaire, est composé de terme « mésangeai », car, à la taille près, il ressemble effectivement à une mésange, et du terme « imitateur » car il est capable d'imiter des chants très variés.
Son nom scientifique, Perisoreus infaustus, a une étymologie obscure. Il est dû à l'ornitologue français Charles-Lucien Bonaparte. Il semblerait que « perisoreus » puisse venir du grec « perisôreuô », signifiant entasser (de la nourriture dans des cachettes). Le terme « infaustus » est moins obscure puisqu'il est la traduction de « funeste » en latin, référence à la couleur brun terne de son plumage. On retrouve cette allusion dans le terme allemand Unglückshäher, littéralement « geai du malheur ».

## Description
C'est un corvidé de petite taille, mesurant 25 à 32 cm pour un poids de 70 à 100 g. Le bec est très court, avec la mandibule supérieure légèrement incurvée vers le haut et le culmen droit. Les ailes sont courtes, tandis que la queue est relativement longue et légèrement arrondie. L'iris est brun sombre. Le bec et les pattes sont gris foncé à noir.
Chez la sous-espèce nominale, le plumage est dans l'ensemble gris-brun, avec la calotte et les joues d'un brun qui devient plus sombre sur les lores et autour des yeux, contrastant avec le front chamois. Le manteau, le dos et les scapulaires sont d'un gris cendré, lavé de roux sur les parties postérieures. La gorge et la poitrine sont gris pâle, à nuances rousses sur l'abdomen et sur les flancs. Le croupion et les suscaudales externes sont d'un roux prononcé, tandis que les plumes centrales de la queue sont grises. Les ailes sont grises, avec la base des rémiges et les petites couvertures formant des poignets orange, bien visibles en vol.

## Écologie et comportement

### Alimentation
Omnivore et opportuniste, il se nourrit de baies, de graines, d'insectes et de leurs larves (notamment des coléoptères et des papillons), de petits mammifères, de jeunes oiseaux au nid et d'œufs. Il tire parti des cadavres et cherche volontiers sa nourriture auprès des humains, se montrant familier au point de venir picorer dans la main.
En hiver, il constitue des garde-manger de baies, essentiellement des myrtilles, dissimulées derrière des morceaux d'écorce décollés ou parmi des touffes de lichen.

### Reproduction

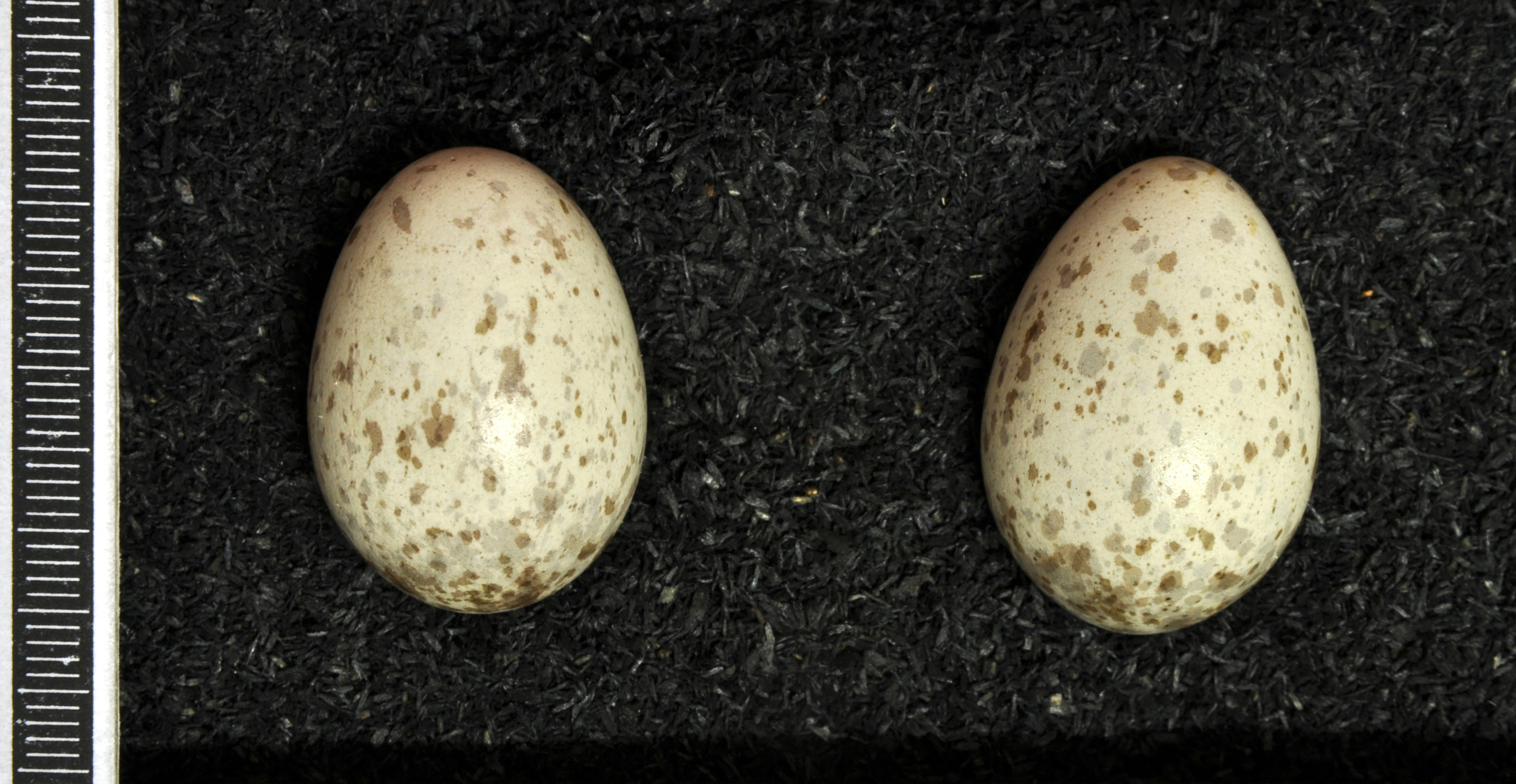
Œufs de Mésangeai imitateur, musée de Wiesbaden.

Le Mésangeai imitateur est socialement monogame et forme un couple à vie. Sédentaire, il occupe un territoire permanent de 50 à 150 hectares, suivant la densité de population.
La période de reproduction s'étend de mars à mai, avec une période de ponte de fin mars à avril en Scandinavie et de fin avril à mai en Sibérie centrale. Le mâle commence la construction du nid, à laquelle participe ensuite la femelle. Le nid est implanté à une hauteur de 2 à 6 mètres dans les conifères, à la base d'une branche, contre le tronc. Il est formé d'un assemblage assez lâche de brindilles, avec une coupe interne constituée de lichen, de plumes et de poils de renne.
La femelle pond 3 à 5 œufs, qu'elle couve seule pendant 19 jours. À leur éclosion, les jeunes sont couverts par la mère et nourris d'abord par le père seul, puis par le couple. Les jeunes quittent le nid 21 à 24 jours après l'éclosion, mais continuent à être nourris par leurs parents pendant au moins un mois. Ils sont tolérés sur le territoire parental pendant toute leur première année, voire au-delà.

### Divers
Durant la période hivernale, sa période d'activité est réduite à 3 ou 4 heures par jour. Cette période est essentiellement consacrée à la recherche de nourriture.

## Répartition et habitat

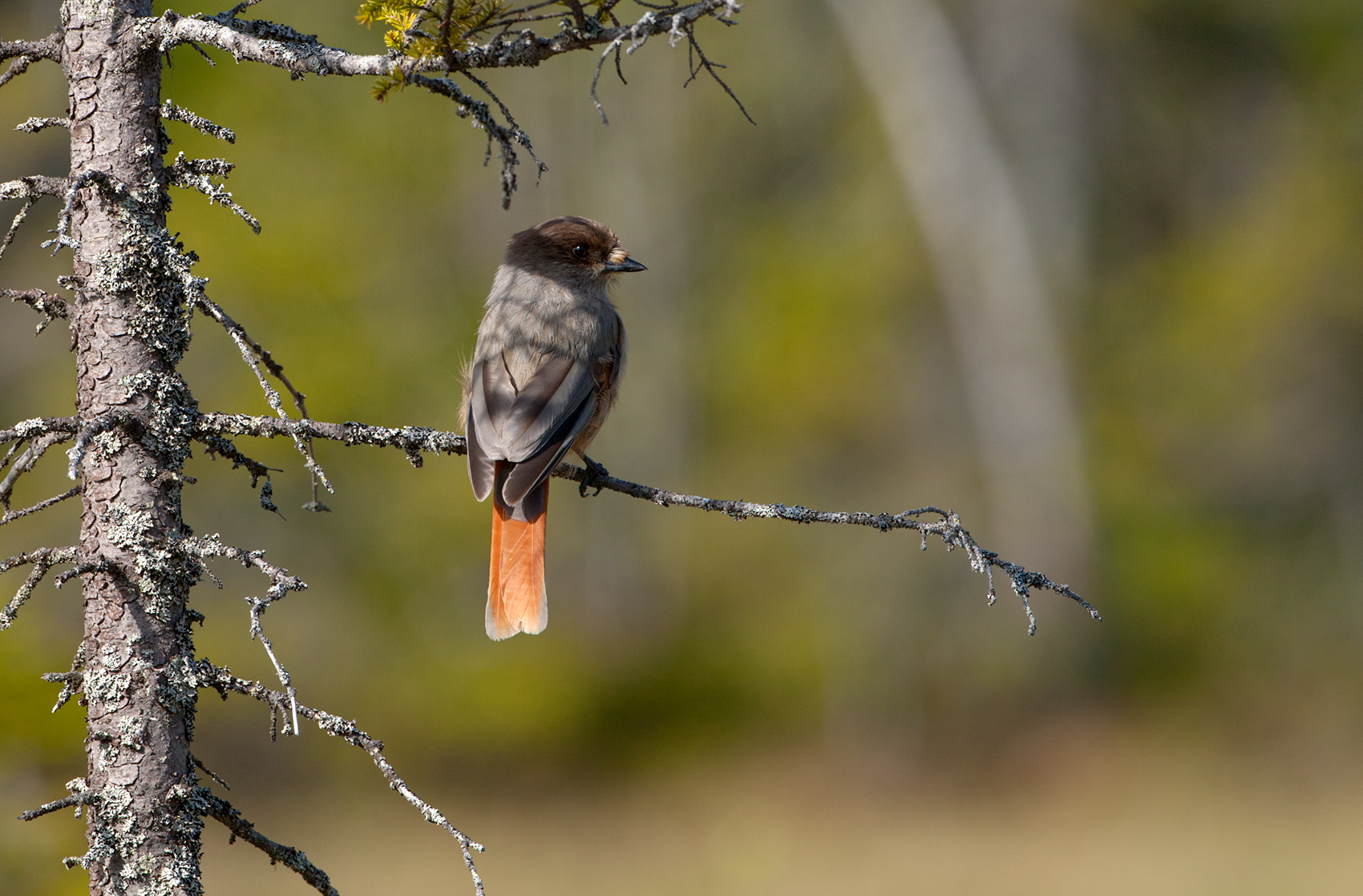
Mésangeai imitateur dans la réserve naturelle de Kålhuvudets, en Suède.

Le Mésangeai imitateur se trouve dans le nord du Paléarctique, de la Norvège jusqu'au Pacifique, à Sakhaline, mais à l'exclusion du Japon. La frontière nord de sa zone de répartition est la limite des arbres : il est absent de la toundra. Des individus égarés ont été signalés en Estonie, où il était autrefois nicheur, en Lituanie, en Pologne, en Biélorussie, en Slovaquie et en Ukraine.
Cette espèce est exclusivement forestière. Elle fréquente les vieilles forêts de conifères, notamment d'épicéas, de pins et de mélèzes, dans les plaines et les piémonts, jusqu'à 2 200 m d'altitude dans les monts Altaï.

## Taxonomie
L'espèce a été décrite par Carl von Linné en 1758 sous le nom de Corvus infaustus. Il forme probablement une super-espèce avec le Geai du Canada et le Mésangeai du Sichuan. Des recherches génétiques récentes montrent que le genre Perisoreus, ainsi que Cyanopica, constituent des clades distincts du reste des corvidés.
D'après Alan P. Peterson, cette espèce est constituée des cinq sous-espèces suivantes :
- Perisoreus infaustus infaustus Linnaeus 1758
- Perisoreus infaustus maritimus Buturlin 1915
- Perisoreus infaustus opicus Bangs 1913
- Perisoreus infaustus rogosowi Sushkin & Stegmann 1929
- Perisoreus infaustus sibericus Boddaert 1783

## Conservation
Selon l'IUCN, Le Mésangeai imitateur est classé en préoccupation mineure.
L'Europe regroupe entre 25 % et 49 % de la population globale de cette espèce , soit 340 000 à 710 000 couples nicheurs selon  le BirdLife International (2004). La population mondiale a été estimée entre 2 080 000 et 8 520 000 individus.